# Noatun
Noatun (norrønt: Nóatún, "skibsplads") er i den nordiske mytologi en egn som ifølge Gylfaginning i Snorris Edda befinder sig "i himlen".
I Noatun ligger Njords bolig i skoven ved havet.